# Astragalus pseudofragiferus
Astragalus pseudofragiferus är en ärtväxtart som beskrevs av Tietz. Astragalus pseudofragiferus ingår i släktet vedlar, och familjen ärtväxter. Inga underarter finns listade i Catalogue of Life.